# Zigarettenbild

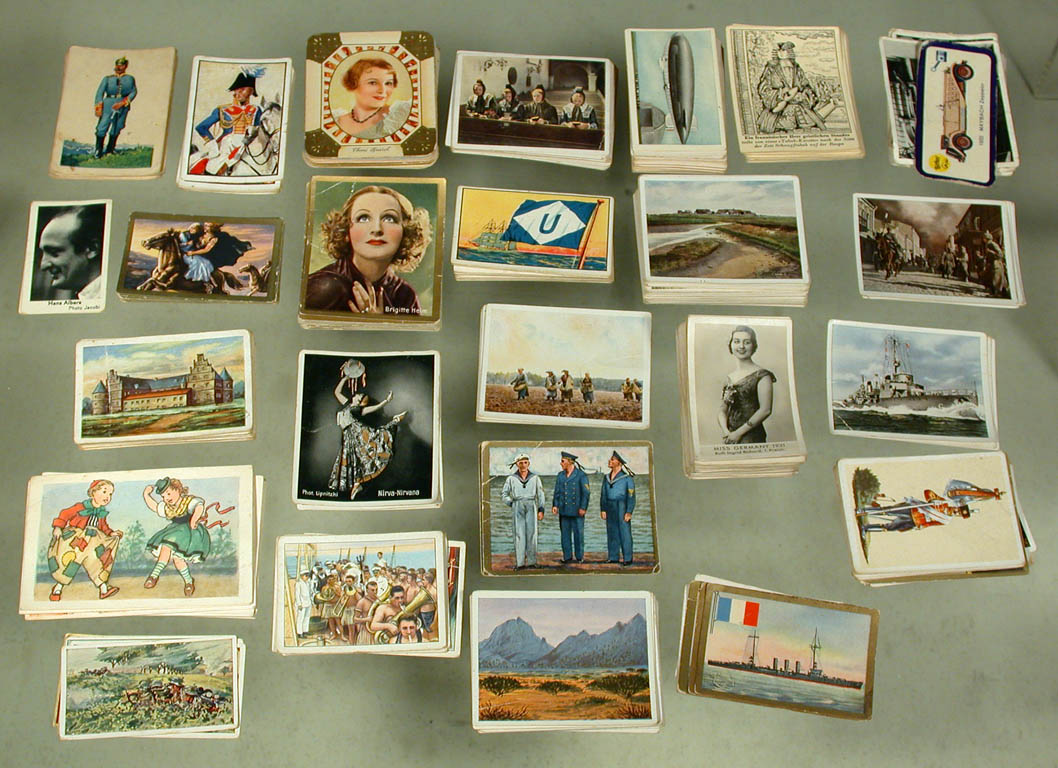
Sammlung verschiedener Zigarettenbilder

Zigarettenbilder sind eine Sonderform der Sammelbilder. Sie wurden Zigarettenschachteln beigelegt oder konnten über Scheck-System erworben werden und in ein Sammelalbum eingeklebt werden. Zigarettenbilder stammen ursprünglich aus den USA, wo sie Ende des 19. Jahrhunderts von James Buchanan Duke, dem Gründer von American Tobacco, eingeführt wurden. Das Sammeln von Zigarettenbildern kam in den 1930er bis 1940er Jahren auch in Deutschland in Mode. Zigarettenbilder stellen einen Aspekt der Alltagskultur dieser Zeit dar.

## Entwicklung zum Massenprodukt
Etwa ab 1910 wurden die hochwertigen Sammelbilder, wie zum Beispiel von den Firmen Stollwerck, Liebig (Liebigbilder) oder Palmin, durch die meist kleineren und weniger anspruchsvollen Bilder der aufstrebenden Zigarettenindustrie verdrängt. Billigere Drucktechniken und höhere Auflagen führten schließlich zu einem Begriffswandel; das Sammelbild war zu einem unter dem Begriff Zigarettenbild verbreiteten Massenprodukt geworden. Zudem waren die Alben jetzt meist einer bestimmten Thematik gewidmet. Neben Sportalben aller Art waren zum Beispiel Film und Schauspieler, Mode, Natur, Flaggen und Uniformen, Technik und Verkehr, der Erste Weltkrieg, aber auch Volkslieder und Volkstrachten Gegenstand des Sammelns.
Dieser Trend setzte sich in den 1930er Jahren fort. Sammelalben waren jetzt häufig mit viel Text versehen und sehr günstig (Preise um 1 Reichsmark) zu haben. Die Auflagen der Alben gingen in die Millionen, die der Bilder sogar in die Milliarden. Nach der Machtergreifung der Nationalsozialisten in Deutschland wurden die Zigarettenbilder vor allem für Propagandazwecke eingesetzt, wie zum Beispiel das Album über den Raubstaat England des Soziologen Ernst Lewalter verdeutlicht.
In Österreich wurde 1934 der Verkauf von deutschen Zigarettenbild-Alben verboten, die „eine Förderung verbotener Parteien beinhalten“. Hierzu gehörten die Alben „Deutschland erwacht: Werden, Kampf und Sieg der NSDAP“ sowie „Kampf ums Dritte Reich“. Als Verstoß gegen dieses Verbot wurde nicht nur der Vertrieb, sondern bereits das „Zurschaustellen“ der Druckwerke angesehen, was „ohne vorhergehende Warnung den Entzug der Konzession zur Folge haben“ konnte.
Am 1. Mai 1942 wurde aus kriegswirtschaftlichen Erwägungen die Produktion von Zigarettenbildchen und -alben jedoch eingestellt:

„Im Interesse des möglichst sparsamen Umgages mit Rohstoffen während der Kriegszeit hat die Reichsstelle für Papier- und Verpackungswesen ein generelles Verbot für Zigarettenbilder, Zigarettenbilderschecks und Sammelwerke – Sammelalben – erlassen. Durch eine beschränkte und befristete Ausnahmegenehmigung ist es jedoch möglich geworden, auch nach dem 1. Mai 1942, dem Tage des Verbotsbeginnes, die im Verkehr befindlichen Bilderschecks einzulösen, soweit sie innerhalb einer angemessenen Frist eingesandt werden. […] Nach einer Mitteilung der ‚Tabak-Warte‘ kann der Zigarettenbilderdienst unter den erwähnten Übergangserleichterungen seine bisherige Funktion bis zum 1. Oktober 1942 ausüben und eingesandte Bilderschecks der vorhandenen Bestände an Bilderserien einlösen.“

Erst nach Kriegsende kamen Zigarettenbilder wieder in Umlauf (Margarinebildchen). 1955 verbot die Bundesregierung die Beigabe von Sammelbildchen zu Tabakprodukten, und der Bundesgerichtshof entschied 1957, dass nur Bilder mit Werbemotiven zulässig seien – daraufhin hat diese Form der Sammelbilder an Bedeutung verloren und wurde dann in den 1960er Jahren durch die Fußballbildchen (zuerst von Panini) abgelöst.
Wichtig waren vor allem militärische Themen wie Uniformen, der Aufbau von Streitkräften (v. a. Reichswehr und Wehrmacht) oder Kriege. Weiter waren die Olympischen Spiele von 1936 in Berlin von Bedeutung. Weiters gab es Bilder zu den Themen deutsche Kolonien, exotische Menschen, Filmschauspieler, Heimat (z. B. Trachten oder historische Bauwerke)
und Tiere.
Viele dieser Alben wurden von Reemtsma, Haus Neuerburg, dem Cigaretten-Bilderdienst Hamburg oder dem Cigaretten-Bilderdienst Dresden herausgegeben.

## Beispiel: Cigaretten-Bilderdienst Hamburg-Bahrenfeld
Die Alben des Cigaretten-Bilderdienstes Hamburg-Bahrenfeld, einer Reemtsma-Tochterfirma, wurden zum Teil in Sammelgruppen unterteilt.
- Werk 01: „Aus Wald und Flur. Pflanzen unserer Heimat“. Autor: Walter Nöldner. 1937
- Werk 02: „Die Malerei der Gotik und Frührenaissance“ 1938
- Werk 03: „Aus Wald und Flur: Tiere unserer Heimat“ (Ludwig Zukowsky)
- Werk 04: „Deutsche Märchen“ 1939. Es ersetzte das 1933 erschienene  Album "Märchen der Völker" des expressionistisch beeinflussten Künstlers Stefan Mart
- Werk 05: „Aus Deutschlands Vogelwelt“. Album mit allen 200 farbigen Sammelbildern. 1932
- Werk 06: „Die Olympischen Spiele in Los Angeles“ 1932 („Das bisher einzige umfassende Werk über die olympischen Spiele in Los Angeles. Spannende Schilderungen über die Wettkämpfe, ein erschöpfendes Nachschlagematerial. Bekannte Sportredakteure stellten ihre Berichte zu diesem Sammelwerk zur Verfügung, Exzellenz Lewald schrieb das Vorwort, ein gewaltiges Photomaterial bildet den Buchschmuck. Mehr als 20 000 Exemplare sind von der Firma Reemtsma den deutschen Sportsvereinen als Geschenk überreicht worden. Das Besondere dieses wichtigen Werkes, das zugleich in bester Form für die nächsten Olympischen Spiele in Berlin wirbt, ist die Tatsache, daß die Bilder zu dem Buch nicht im Buchhandel bezogen werden können, sondern ausschließlich mit Hilfe der Bilderschecks, die den Packungen der Reemtsma-Zigarettenfabriken beiliegen.“)[4]
- Werk 07: „Gestalten der Weltgeschichte. Zeitgenössische Miniaturen berühmter Persönlichkeiten aus vier Jahrhunderten“. Album mit 200 farbigen Sammelbildern. Mit vielen einfarbigen Textzeichnungen von Wilhelm Meyer. 1933
- Werk 08: „Deutschland erwacht. Werden, Kampf und Sieg der NSDAP“. Die Auswahl und künstlerische Durcharbeitung der Lichtbilder übernahm Heinrich Hoffmann. Text von Wilfrid Bade.
- Werk 09: „Deutsche Kulturbilder 1400–1900“ (1936) Deutsches Leben in 5 Jahrhunderten. 300 Farbbilder. Wissenschaftliche Bearbeitung und Gestaltung der Texte: Dr. Wolfgang Bruhn. 1936 (fünf Bildergruppen zu je 60 Bildern).
- Werk 10: „Die Malerei der Renaissance“. 92 Seiten mit einem Vorwort von Emil Waldmann.
- Werk 11: „Die Malerei des Barock“ (1940). Mit einem Vorwort von Emil Waldmann. Album mit 100 farbigen Sammelbildern
- Werk 12: „Bilder Deutscher Geschichte“ 1936. Illustrierter Originalpappeinband mit Einbandillustration von O.H.W. Hadank, Berlin.
- Werk 13: „Die Olympischen Spiele 1936“, Band 1 (Winter); In Berlin und Garmisch-Partenkirchen; Herausgeber: Walter Richter
- Werk 14: „Die Olympischen Spiele 1936“, Band 2; In Berlin und Garmisch-Partenkirchen. Herausgeber: Walter Richter; 1936. 165 Seiten
- Werk 15: „Adolf Hitler“ (1936). Gruppen 62–67 ergänzen sich zum vollständigen Werk 15
- Werk 16: „Raubstaat England“ 1941
- Werk ??: „Kampf ums Dritte Reich“. Text von Leopold von Schenkendorff.[1]

## Galerie

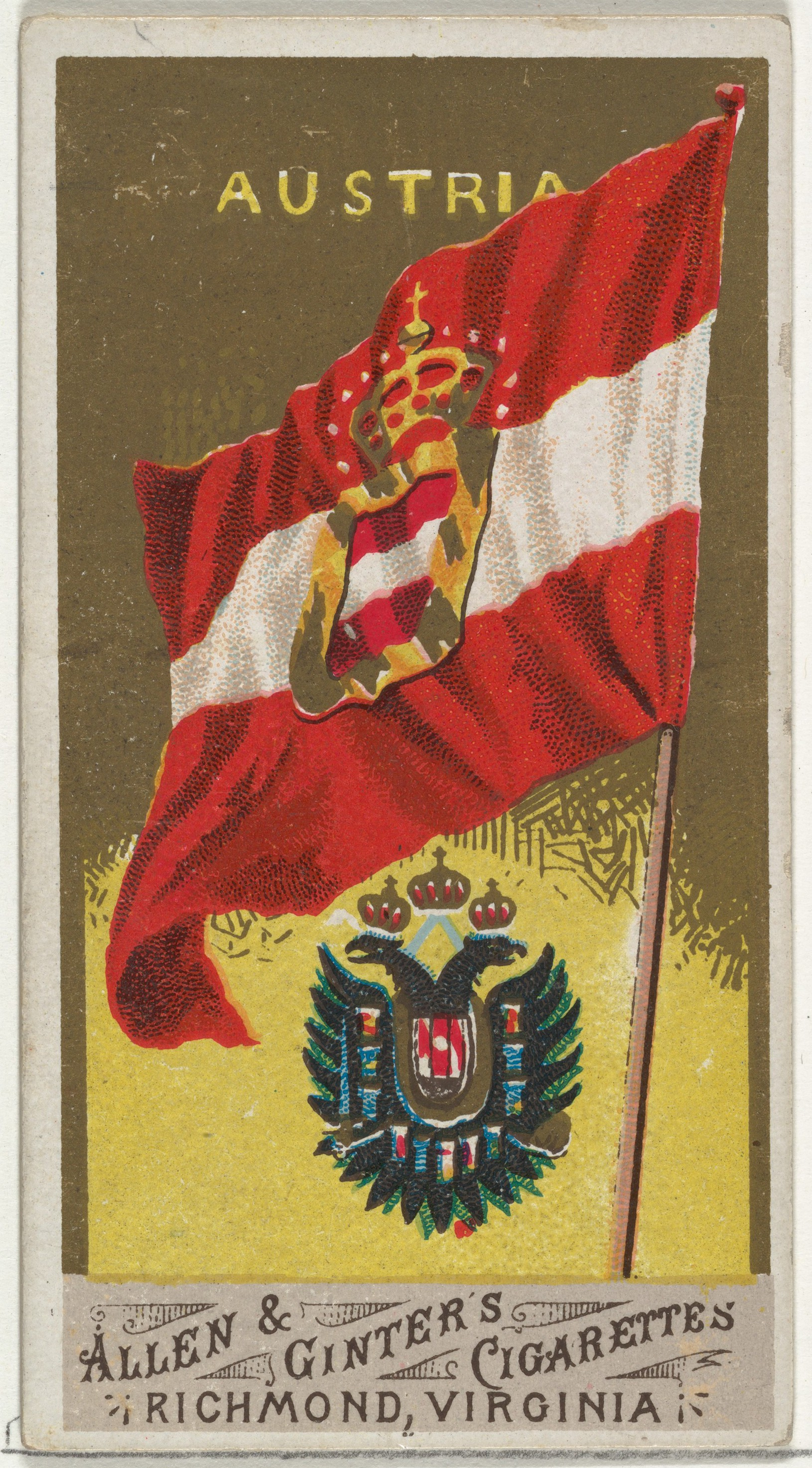
Flagge von Österreich auf einer Sammelkarte von Allen & Ginter, USA (1887)
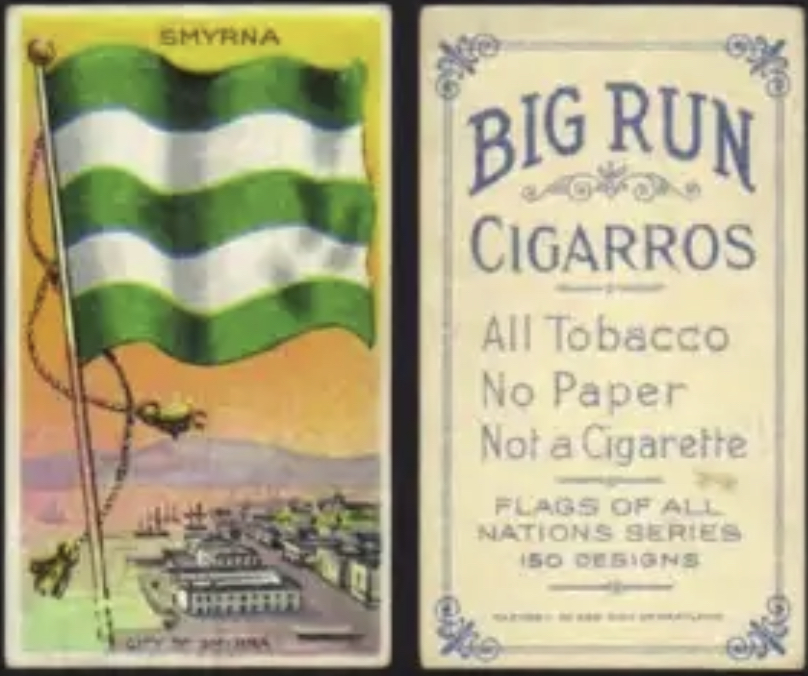
Flagge von Izmir (Smyrna) aus der Serie „Flags of all Nations, 150 Designs“ von American Tobacco (1910)
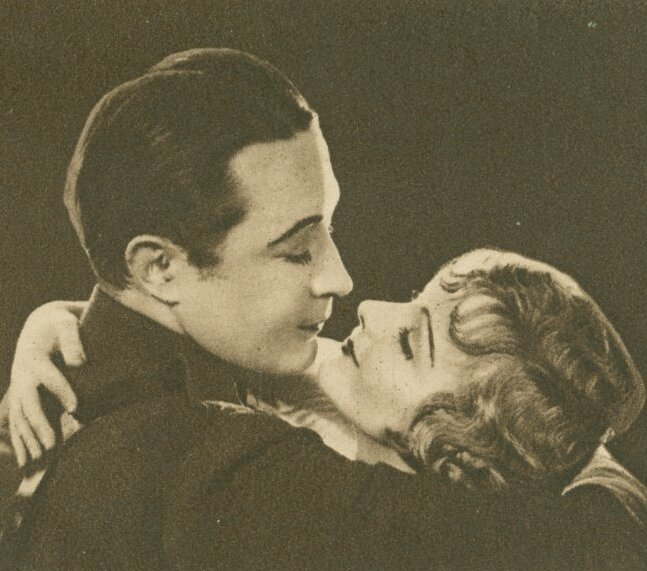
Monte Blue und Edna Murphy in Across the Atlantic (1928), Serie zu Liebesszenen aus Filmen. Fa. Kensitas Cigarettes, UK.
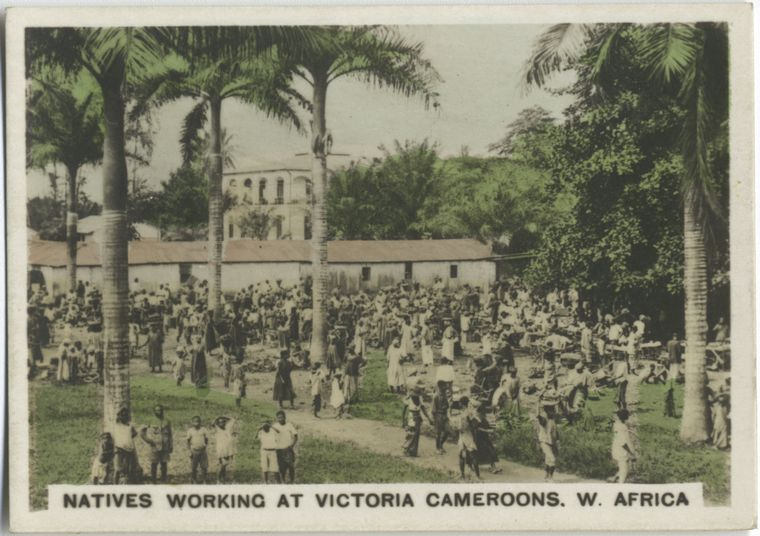
Einheimische bei der Arbeit in Victoria in Kamerun, Serie Rund um die Welt in kolonialer Sichtweise (1919–1929). Fa. Bucktrout & Co. Ltd., Guernsey.
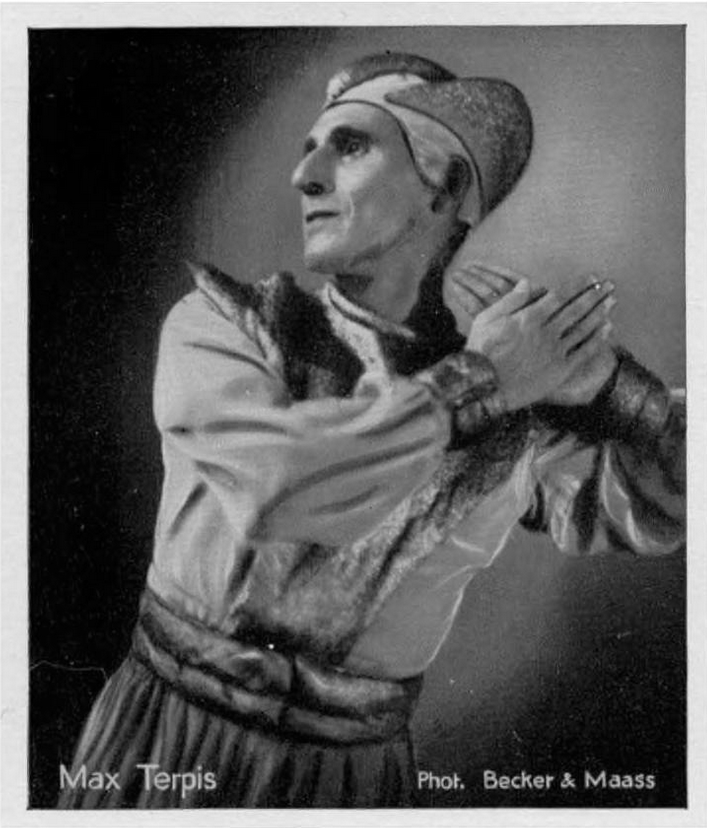
Der Tänzer Max Terpis, Serie Der künstlerische Tanz. Fa. Eckstein-Halpaus, Dresden (1929), Vorderseite.
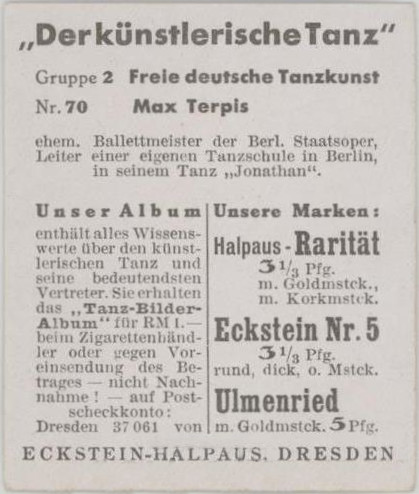
Der Tänzer Max Terpis, Serie Der künstlerische Tanz. Fa. Eckstein-Halpaus, Dresden (1929), Rückseite.
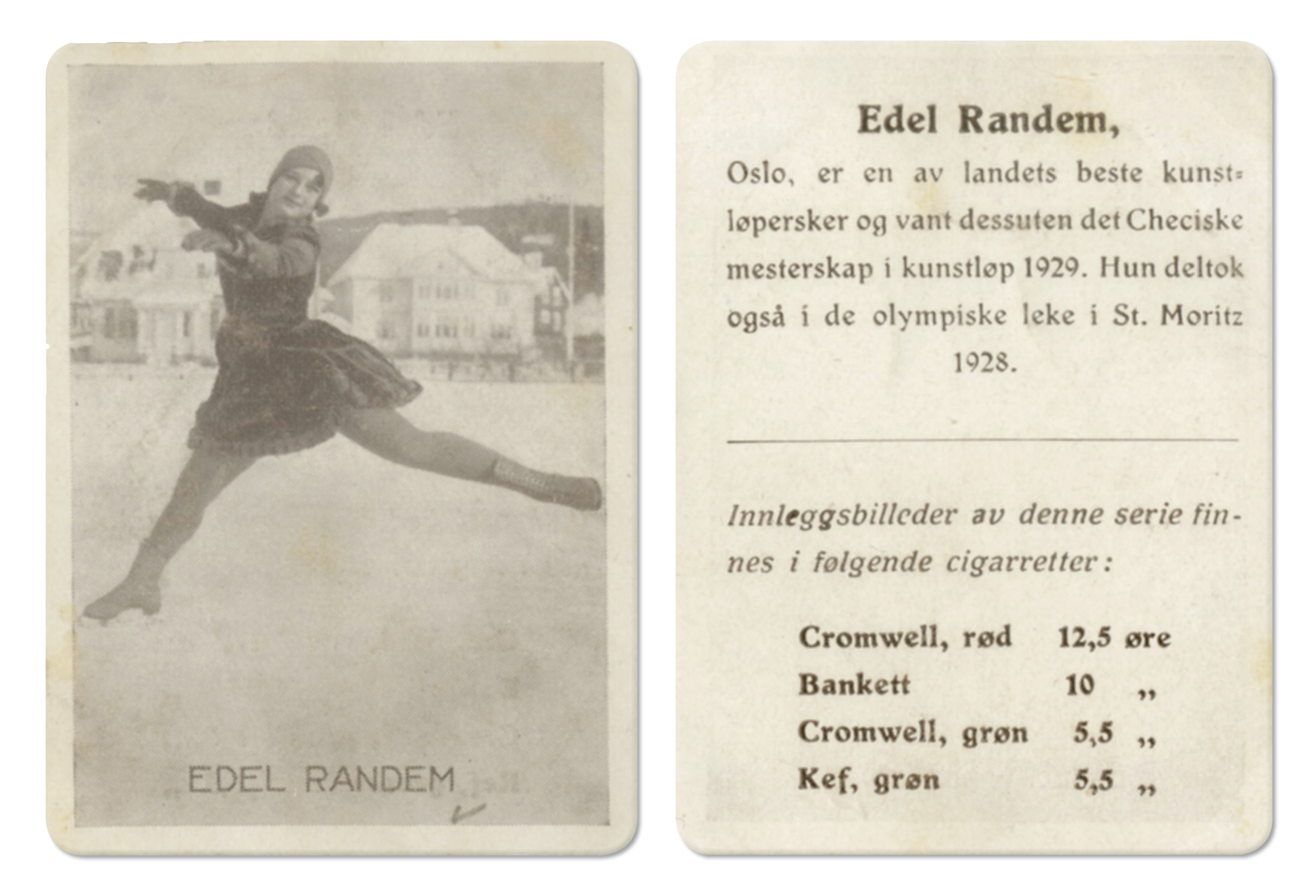
Die norweg. Eiskunstläuferin Edel Randem (ca. 1930). Sammelkarten mit Sporthelden lagen in den 1920er und 30er Jahren den norwegischen Zigaretten bei.